# Vanessa Blue
Vanessa Blue (født Tanya Faulkner  27. maj 1974) er en amerikansk pornostjerne og instruktør. 

## Karriere i pornoindustrien
Blue er medvært på et show på Playboy.com med titlen Lex in the City sammen med sin tidligere forlovede, pornostjernen Lexington Steele. Hun instruerer også under pseudonymet "Domina X". Hendes tidligere elsker var kollegaen Kitten Scott.
Som skuespillerinde har hun medvirket i flere film med Lexington Steele.
Blue er den foreløbigt eneste afro-amerikanske kvinde som har haft kontrakt både som pornomodel og instruktør med både Playboy TV og Hustler video på samme tid. Hun er også den første afro-amerikanske kvinde som har vundet en AVN award (i januar 2005 for "Best Ethnic Series" for sin første tre film) som instruktør. 
Hun har medvirket i flere mainstream film og magasiner, deriblandt Rolling Stone for sit interview med rapperen 50 Cent. 
Vanessa Blue kan ses i baggrunden i The Game's musikvideo til "Wouldn't Get Far".

## Fodnoter
1. ↑  "DailyOrange.com: A coming-of-age tale of one SU graduate's journey from stock quotes to deep throats". Arkiveret fra originalen 13. februar 2008. Hentet 7. marts 2007.
2. ↑  XFANZ.com